# Pointes du Châtelard
Les pointes du Châtelard  sont un sommet situé dans le massif de la Vanoise, en Savoie, entre les villages de Lanslevillard et de Bessans.
Elles sont constitués de deux pointes : la pointe Nord-Est et la pointe Sud-Ouest (la plus haute). Sa voie d'accès se fait principalement par le refuge de la Femma.